# Чемпионат Европы по мини-футболу 2022
12-й Чемпионат Европы по футзалу и 1-й в новом формате прошëл с 19 января по 6 февраля 2022. Страна-хозяйка — Нидерланды — была определена 30 мая 2019 года.
Португалия была действующим чемпионом и защитила титул победив Россию в финале со счётом 4:2 и став двукратным чемпионом Европы.

## Выборы страны-хозяйки
На проведение турнира было 7 претендентов.
- Босния и Герцеговина
- Казахстан
- Литва
- Нидерланды
- Португалия
- Франция
- Швеция

В итоге осталось 3 кандидата.
- Нидерланды: Амстердам и Гронинген
- Португалия: Лиссабон и Порту
- Франция: Лилль и Орши

24 сентября 2019 года в Любляне было объявлено, что турнир примут Нидерланды. 20 матчей чемпионата пройдут в Амстердаме на арене Ziggo Dome вместимостью 17 000 зрителей, а ещё 12 - в Гронингене на арене MartiniPlaza вместимостью 4 500 зрителей. Из-за неблагоприятных эпидемиологических условий допуск болельщиков на матчи был разрешён лишь с 26 января. Максимальная квота составила 1250 зрителей.
| Место       | Ziggo Dome |
| Вместимость | 17.000     |
| Изображение |            |

| Место       | MartiniPlaza |
| Вместимость | 4.500        |
| Изображение |              |

## Групповой этап
Начало матчей указано по местному времени (CET или UTC+01:00)
| Цветовые условные обозначения |
| ----------------------------- |
| Квалификация в плей-офф       |

### Группа A
| Команда        | И | В | Н | П | МЗ | МП | РМ | О |
| -------------- | - | - | - | - | -- | -- | -- | - |
| Португалия     | 3 | 3 | 0 | 0 | 9  | 3  | +6 | 9 |
| Украина        | 3 | 1 | 0 | 2 | 8  | 5  | +3 | 3 |
| Нидерланды (Х) | 3 | 1 | 0 | 2 | 6  | 9  | −3 | 3 |
| Сербия         | 3 | 1 | 0 | 2 | 6  | 12 | −6 | 3 |

(Х) Хозяева
| Сербия                     | 2:4   | Португалия                                                              |
| -------------------------- | ----- | ----------------------------------------------------------------------- |
| Марко Пршич 01'03", 06'01" | Отчет | Паулета 10'33" Пани Варела 18'11" Афонсу Жезуш 24'47" Томаш Пасу 25'17" |

| Нидерланды                                                      | 3:2   | Украина                                 |
| --------------------------------------------------------------- | ----- | --------------------------------------- |
| Уалид Саадуни 21'34" Мохамед Аттаиби 23'16" Саид Бузамбу 29'15" | Отчет | Михаил Зварич 0'52" Петр Шотурма 37'00" |

| Сербия              | 1:6   | Украина |
| ------------------- | ----- | --- |
| Драган Томич 38'59" | Отчет | Михаил Зварич 1'10", 33'54" Кристиян Васич 5'51" (авт.) Даниил Абакшин 14'27" Игорь Чернявский 19'12" Игорь Корсун 38'40" |

| Португалия                                                                | 4:1   | Нидерланды           |
| ------------------------------------------------------------------------- | ----- | -------------------- |
| Уалид Саадуни 5'31" (авт.) Пани Варела 19'41", 22'56" Афонсу Жезуш 39'34" | Отчет | Лахсен Буюзан 32'34" |

| Украина | 0:1   | Португалия     |
| ------- | ----- | -------------- |
|         | Отчет | Зики Те 36'13" |

| Нидерланды                                       | 2:3   | Сербия                                                               |
| ------------------------------------------------ | ----- | -------------------------------------------------------------------- |
| Йордани Мартинус 2'08 Стефан Ракич 22'31" (авт.) | Отчет | Слободан Райчевич 26'23" Денис Рамич 31'35" Андреа Стойчевски 32'05" |

### Группа B
| Команда   | И | В | Н | П | МЗ | МП | РМ | О |
| --------- | - | - | - | - | -- | -- | -- | - |
| Казахстан | 3 | 2 | 1 | 0 | 14 | 7  | +7 | 7 |
| Финляндия | 3 | 1 | 1 | 1 | 7  | 10 | −3 | 4 |
| Словения  | 3 | 0 | 2 | 1 | 7  | 8  | −1 | 2 |
| Италия    | 3 | 0 | 2 | 1 | 6  | 9  | −3 | 2 |

| Казахстан                                                              | 4:4   | Словения                                                                      |
| ---------------------------------------------------------------------- | ----- | ----------------------------------------------------------------------------- |
| Дуглас Жуниор 15'42", 38'02" Биржан Оразов 24'32" Жомарт Токаев 35'10" | Отчет | Денис Тотошкович 10'33" Матей Фидершек 22'50" Жига Чех 30'42" Тео Турк 32'25" |

| Италия                                                | 3:3   | Финляндия                                           |
| ----------------------------------------------------- | ----- | --------------------------------------------------- |
| Дуглас Николоди 02'28" Кайнан Де Матос 29'02", 38'44" | Отчет | Хенри Аламиккотерво 0'53", 29'12" Пану Аутио 32'23" |

| Италия                                    | 2:2   | Словения                                    |
| ----------------------------------------- | ----- | ------------------------------------------- |
| Дуглас Николоди 0'40" Алекс Мерлим 31'51" | Отчет | Алекс Мерлим 9'38" (авт.) Нейц Хозян 28'45" |

| Финляндия                             | 2:6   | Казахстан                                                                                    |
| ------------------------------------- | ----- | -------------------------------------------------------------------------------------------- |
| Мийка Хосио 12'39" Яни Корпела 23'18" | Отчет | Биржан Оразов 17'02", 31'03" Игита 28'45" Арнольд Кнауб 28'55", 33'09" Азат Валиуллин 39'41" |

| Словения          | 1:2   | Финляндия                                          |
| ----------------- | ----- | -------------------------------------------------- |
| Нейц Хозян 37'54" | Отчет | Юхана Юркияйнен 32'11" Юха-Матти Саволяйнен 34'44" |

| Казахстан                                                             | 4:1   | Италия                 |
| --------------------------------------------------------------------- | ----- | ---------------------- |
| Биржан Оразов 5'32", 30'00" Азат Валиуллин 8'16" Дуглас Жуниор 37'06" | Отчет | Дуглас Николоди 12'31" |

### Группа С
| Команда  | И | В | Н | П | МЗ | МП | РМ  | О |
| -------- | - | - | - | - | -- | -- | --- | - |
| Россия   | 3 | 3 | 0 | 0 | 16 | 2  | +14 | 9 |
| Словакия | 3 | 1 | 1 | 1 | 8  | 12 | −4  | 4 |
| Хорватия | 3 | 1 | 0 | 2 | 6  | 10 | −4  | 3 |
| Польша   | 3 | 0 | 1 | 2 | 4  | 10 | −6  | 1 |

| Россия                                                                                                 | 7:1   | Словакия          |
| --- | ----- | ----------------- |
| Артём Антошкин 9'58", 22'54", 29'35" Антон Соколов 10'21", 34'30" Робиньо 28'16" Иван Милованов 36'33" | Отчет | Петер Козар 2'17" |

| Польша             | 1:3   | Хорватия                                                        |
| ------------------ | ----- | --------------------------------------------------------------- |
| Патрик Холы 13'25" | Отчет | Матей Хорват 7'19" Антонио Секулич 13'40" Франко Еловчич 17'17" |

| Хорватия | 0:4   | Россия                                                           |
| -------- | ----- | ---------------------------------------------------------------- |
|          | Отчет | Артём Антошкин 2'33", 25'55" Паулиньо 11'11" Иван Чишкала 19'15" |

| Польша                                 | 2:2   | Словакия                                   |
| -------------------------------------- | ----- | ------------------------------------------ |
| Томаш Кризель 6'24" Патрик Холы 32'35" | Отчет | Матуш Шевчик 24'38" Томаш Драговски 27'43" |

| Словакия                                                                                | 5:3   | Хорватия                                                            |
| --------------------------------------------------------------------------------------- | ----- | ------------------------------------------------------------------- |
| Мартин Смержичка 7'20", 34'12" Петер Козар 19'44" Томаш Драговски 20'06", 27'04" (пен.) | Отчет | Кристиян Постружин 14'13" Матей Хорват 35'05" Франко Еловчич 37'54" |

| Россия                                                                                       | 5:1   | Польша                           |
| -------------------------------------------------------------------------------------------- | ----- | -------------------------------- |
| Антон Соколов 05'42" Даниил Давыдов 15'31" Иван Чишкала 21'11", 28'20" Иван Милованов 36'44" | Отчет | Себастьян Лещак 19'24" (дв.пен.) |

### Группа D
| Команда              | И | В | Н | П | МЗ | МП | РМ  | О |
| -------------------- | - | - | - | - | -- | -- | --- | - |
| Испания              | 3 | 2 | 1 | 0 | 15 | 3  | +12 | 7 |
| Грузия               | 3 | 2 | 0 | 1 | 5  | 11 | −6  | 6 |
| Азербайджан          | 3 | 1 | 1 | 1 | 8  | 7  | +1  | 4 |
| Босния и Герцеговина | 3 | 0 | 0 | 3 | 4  | 11 | −7  | 0 |

| Грузия                                                        | 3:2   | Азербайджан                |
| ------------------------------------------------------------- | ----- | -------------------------- |
| Элисандро 9'31 Арчил Себискверадзе 26'54" Талес 31'30" (пен.) | Отчет | Рафаэл Вилела 5'14", 6'26" |

| Испания                                                                        | 5:1   | Босния и Герцеговина  |
| ------------------------------------------------------------------------------ | ----- | --------------------- |
| Рауль Гомес 2'39" Рауль Кампос 8'14" Серхио Лосано 17'10" Ортис 20'56", 36'14" | Отчет | Йосип Бошкович 11'30" |

| Босния и Герцеговина   | 1:2   | Грузия                          |
| ---------------------- | ----- | ------------------------------- |
| Нермин Кахведжич 6'19" | Отчет | Талес 24'59" Бруно Петри 27'47" |

| Испания                                 | 2:2   | Азербайджан                                 |
| --------------------------------------- | ----- | ------------------------------------------- |
| Рауль Гомес 11'28" Серхио Лосано 30'01" | Отчет | Серхио Лосано 9'16" (авт.) Иса Атаев 16'38" |

| Грузия | 0:8   | Испания |
| ------ | ----- | --- |
|        | Отчет | Борха 8'28" Серхио Лосано 16'33" (дв.пен.) Чино 19'49" Солано 21'00" Иракли Тодуа 22'26" (авт.) Сесилио Моралес 26'52" Адольфо 31'17" Георгий Гавтадзе 38'11" (авт.) |

| Азербайджан                                                          | 4:2   | Босния и Герцеговина                                  |
| -------------------------------------------------------------------- | ----- | ----------------------------------------------------- |
| Тьяго Болинья 6'22" Эдуардо 10'02" Рафаэл Вилела 32'35" Галло 39'52" | Отчет | Анел Радмилович 11'50" (пен.) Нермин Кахведжич 31'20" |

## Раунд плей-офф

### Сетка
|  | Четвертьфиналы        | Четвертьфиналы        |                       |         | Полуфиналы   | Полуфиналы   |  |  | Финал                 | Финал |
|  |                       |                       |                       |         |              |              |  |  |                       |       |
|  | 31 января – Амстердам |                       |                       |         |              |              |  |  |                       |       |
|  |                       |                       |                       |         |              |              |  |  |                       |       |
|  | Португалия            | 3                     |                       |         |              |              |  |  |                       |       |
|  | Португалия            | 3                     | 4 февраля – Амстердам |         |              |              |  |  |                       |       |
|  | Финляндия             | 2                     |                       |         |              |              |  |  |                       |       |
|  | Финляндия             | 2                     | Португалия            | 3       |              |              |  |  |                       |       |
|  | 1 февраля – Амстердам |                       | Португалия            | 3       |              |              |  |  |                       |       |
|  |                       | Испания               | 2                     |         |              |              |  |  |                       |       |
|  | Испания               | Испания               | 2                     | 5       |              |              |  |  |                       |       |
|  | Испания               |                       | 6 февраля – Амстердам | 5       |              |              |  |  |                       |       |
|  | Словакия              | 1                     |                       |         |              |              |  |  |                       |       |
|  | Словакия              | 1                     | Португалия            | 4       |              |              |  |  |                       |       |
|  | 31 января – Амстердам |                       | Португалия            | 4       |              |              |  |  |                       |       |
|  |                       | Россия                | 2                     |         |              |              |  |  |                       |       |
|  | Казахстан             | Россия                | 2                     | 3       |              |              |  |  |                       |       |
|  | Казахстан             | 4 февраля – Амстердам |                       | 3       |              |              |  |  |                       |       |
|  | Украина               | 5                     |                       |         |              |              |  |  |                       |       |
|  | Украина               | 5                     | Украина               | 2       | Третье место | Третье место |  |  |                       |       |
|  | 1 февраля – Амстердам |                       | Украина               | 2       | Третье место | Третье место |  |  |                       |       |
|  |                       | Россия                | 3                     |         |              |              |  |  |                       |       |
|  | Россия                | Россия                | 3                     | 3       | Испания      | 4            |  |  |                       |       |
|  | Россия                |                       |                       | 3       | Испания      | 4            |  |  |                       |       |
|  | Грузия                | 1                     |                       | Украина | 1            |              |  |  |                       |       |
|  | Грузия                | 1                     |                       |         | 1            |              |  |  |                       |       |
|  |                       |                       |                       |         |              |              |  |  | 6 февраля – Амстердам |       |
|  |                       |                       |                       |         |              |              |  |  |                       |       |

### Четвертьфиналы
| Португалия                                     | 3:2   | Финляндия                           |
| ---------------------------------------------- | ----- | ----------------------------------- |
| Афонсу Жезуш 3'38", 14'47" Мигел Анжелу 29'14" | Отчет | Мийка Хосио 9'30" Пану Аутио 26'54" |

| Казахстан                                         | 3:5   | Украина |
| ------------------------------------------------- | ----- | --- |
| Дуглас Жуниор 33'52" Биржан Оразов 37'56", 39'16" | Отчет | Петр Шотурма 14'07" (пен.) Игорь Корсун 24'51" Михаил Зварич 29'40" Владимир Разуванов 38'19" Ярослав Лебедь 38'44" |

| Россия                                          | 3:1   | Грузия             |
| ----------------------------------------------- | ----- | ------------------ |
| Артём Ниязов 22'08" Иван Чишкала 27'32", 39'54" | Отчет | Бруно Петри 23'40" |

| Испания                                                               | 5:1   | Словакия            |
| --------------------------------------------------------------------- | ----- | ------------------- |
| Мельядо 1'36", 23'41" Серхио Лосано 9'22" Рауль Кампос 15'32", 34'22" | Отчет | Петер Сербин 33'48" |

### Полуфиналы
| Украина                                    | 2:3   | Россия                                                          |
| ------------------------------------------ | ----- | --------------------------------------------------------------- |
| Евгений Серый 15'25" Даниил Абакшин 34'31" | Отчет | Антон Соколов 1'16" Андрей Афанасьев 14'31" Артём Ниязов 30'01" |

| Португалия                                        | 3:2   | Испания                       |
| ------------------------------------------------- | ----- | ----------------------------- |
| Бруно Коэльо 28'56" (пен.) Зики Те 31'10", 38'41" | Отчет | Рауль Гомес 0'17" Чино 12'35" |

### Матч за 3-е место
| Испания                                                | 4:1   | Украина              |
| ------------------------------------------------------ | ----- | -------------------- |
| Мельядо 12' Солано Франсиско 19' Бойис 32' Адольфо 33' | Отчет | Игорь Чернявский 17' |

### Финал
| Португалия                                                       | 4:2   | Россия                                      |
| ---------------------------------------------------------------- | ----- | ------------------------------------------- |
| Томаш Пако 18'39" Андре Коэлью 26'45", 31'15" Пани Варела 39'59" | Отчет | Антон Соколов 9'49" Андрей Афанасьев 12'45" |

## Бомбардиры
7 голов
- Биржан Оразов

5 голов
- Артём Антошкин
- Антон Соколов
- Иван Чишкала

4 гола
- Серхио Лосано
- Дуглас Жуниор
- Афонсу Жезуш
- Пани Варела
- Михаил Зварич

3 гола
- Рафаэл Вилела
- Рауль Гомес
- Рауль Кампос
- Мельядо
- Дуглас Николоди
- Зики Те
- Томаш Драговски

2 гола
- Нермин Кахведжич
- Бруно Петри
- Талес
- Адольфо
- Ортис
- Солано
- Чино
- Кайнан Де Матос
- Азат Валиуллин
- Арнольд Кнауб
- Патрик Холы
- Андре Коэлью
- Томаш Пасу
- Андрей Афанасьев
- Иван Милованов
- Артём Ниязов
- Марко Пршич
- Петер Козар
- Мартин Смержичка
- Нейц Хозян
- Даниил Абакшин
- Игорь Корсун
- Игорь Чернявский
- Пётр Шотурма
- Хенри Аламиккотерво
- Пану Аутио
- Мийка Хосио
- Франко Еловчич
- Матей Хорват

1 гол
- Иса Атаев
- Болинья
- Галло
- Эдуардо
- Йосип Бошкович
- Анел Радмилович
- Арчил Себискверадзе
- Элисандро
- Бойис
- Борха
- Сесилио Моралес
- Алекс Мерлим
- Игита
- Жомарт Токаев
- Мохамед Аттаиби
- Саид Бузамбу
- Лахсен Буюзан
- Йордани Мартинус
- Уалид Саадуни
- Томаш Кризель
- Себастьян Лещак
- Мигел Анжелу
- Бруну Коэлью
- Паулета
- Даниил Давыдов
- Паулиньо
- Робиньо
- Слободан Райчевич
- Денис Рамич
- Андреа Стойчевски
- Драган Томич
- Петер Сербин
- Матуш Шевчик
- Денис Тотошкович
- Тео Турк
- Матей Фидершек
- Жига Чех
- Ярослав Лебедь
- Владимир Разуванов
- Евгений Серый
- Яни Корпела
- Юха-Матти Саволайнен
- Юхана Юркияйнен
- Кристиян Постружин
- Антонио Секулич

## Награды
Самый ценный игрок турнира
- Зики Те

Лучший бомбардир турнира
- Биржан Оразов — 7 голов

Символическая сборная турнира
- Кирилл Ципун (вр)
- Серхио Лосано
- Дуглас Жуниор
- Сергей Абрамов
- Зики Те